# Fußball- und Sportverein Zwickau 1996-1997
Questa voce raccoglie le informazioni riguardanti il Fußball- und Sportverein Zwickau nelle competizioni ufficiali della stagione 1996-1997.

## Stagione
Nella stagione 1996-1997 il Zwickau, allenato da Gerd Schädlich e Joachim Streich, concluse il campionato di 2. Bundesliga al 14º posto. In Coppa di Germania il Zwickau fu eliminato agli ottavi di finale dallo Stoccarda.

## Rosa
| N. |                                 | Ruolo | Calciatore         |
| -- | ------------------------------- | ----- | ------------------ |
|    | Germania (bandiera)             | P     | Rainer Hoffmeister |
|    | Lettonia (bandiera)             | P     | Oļegs Karavajevs   |
|    | Germania (bandiera)             | P     | Dirk Meyer         |
|    | Germania (bandiera)             | D     | André Barylla      |
|    | Germania (bandiera)             | D     | Rene Groth         |
|    | Germania (bandiera)             | D     | Sven Günther       |
|    | Germania (bandiera)             | D     | Jens Härtel        |
|    | Germania (bandiera)             | D     | Lars Hermel        |
|    | Bosnia ed Erzegovina (bandiera) | D     | Murat Jasarević    |
|    | Germania (bandiera)             | D     | Peter Keller       |
|    | Germania (bandiera)             | D     | Steffen Menze      |
|    | Germania (bandiera)             | D     | Hans-Uwe Pilz      |
|    | Germania (bandiera)             | D     | Jan Seifert        |

| N. |                     | Ruolo | Calciatore      |
| -- | ------------------- | ----- | --------------- |
|    | Germania (bandiera) | D     | Bernd Tipold    |
|    | Germania (bandiera) | D     | René Troche     |
|    | Germania (bandiera) | C     | Rico Glaubitz   |
|    | Germania (bandiera) | C     | René Hecker     |
|    | Germania (bandiera) | C     | Sascha Lense    |
|    | Germania (bandiera) | C     | Sirko Pohl      |
|    | Germania (bandiera) | C     | Torsten Viertel |
|    | Germania (bandiera) | C     | Marcus Wieland  |
|    | Germania (bandiera) | A     | Jörg Kirsten    |
|    | Germania (bandiera) | A     | Carsten Klee    |
|    | Germania (bandiera) | A     | Danilo Kunze    |
|    | Croazia (bandiera)  | A     | Boris Lucic     |
|    | Polonia (bandiera)  | A     | Jacek Mencel    |

## Organigramma societario
Area tecnica
- Allenatore: Joachim Streich
- Allenatore in seconda:
- Preparatore dei portieri:
- Preparatori atletici:

## Calciomercato

### Sessione estiva
| Acquisti | Acquisti        | Acquisti       | Acquisti |
| R.       | Nome            | da             | Modalità |
| -------- | --------------- | -------------- | -------- |
| D        | Jens Härtel     | Union Berlino  |          |
| C        | René Hecker     | Chemnitz       |          |
| D        | Murat Jasarević | Hannover 96    |          |
| A        | Carsten Klee    | Hansa Rostock  |          |
| A        | Danilo Kunze    | Erzgebirge Aue |          |

| Cessioni | Cessioni         | Cessioni       | Cessioni |
| R.       | Nome             | a              | Modalità |
| -------- | ---------------- | -------------- | -------- |
| P        | Ralf Kircheis    | Chemnitz       |          |
| C        | Steffen Kubatzky | Dinamo Dresda  |          |
| A        | Thomas Leonhardt | Chemnitz       |          |
| C        | Olaf Schreiber   | Bochum         |          |
| A        | Arnd Spranger    | Plauen         |          |
| D        | Udo Tautenhahn   | Erzgebirge Aue |          |

### Sessione invernale
| Acquisti | Acquisti      | Acquisti              | Acquisti |
| R.       | Nome          | da                    | Modalità |
| -------- | ------------- | --------------------- | -------- |
| D        | Steffen Menze | Eintracht Francoforte |          |

| Cessioni | Cessioni | Cessioni | Cessioni |
| R.       | Nome     | a        | Modalità |
| -------- | -------- | -------- | -------- |

## Risultati

### 2. Bundesliga

#### Girone di andata
| Arbitro: | Jansen |

|                        |           |  |
| Kirsten 37’ Hecker 54’ | Marcatori |  |

| Arbitro: | Buchhart |

|                         |           |           |
| Ekström 44’ Gaudino 52’ | Marcatori | 12’ Kunze |

| Arbitro: | Dehmelt |

|            |           |           |
| Hermel 10’ | Marcatori | 45’ Ukrow |

| Arbitro: | Gettke |

|                         |           |            |
| Zimmermann 28’ Lust 45’ | Marcatori | 3’ Seifert |

| Arbitro: | Kadach |

|  |           |             |
|  | Marcatori | 45’ Chatzis |

| Arbitro: | Wack |

|                        |           |           |
| Sänger 48’ Rusayev 55’ | Marcatori | 47’ Kunze |

| Arbitro: | Weiner |

|                        |           |            |
| Kirsten 64’ Tipold 80’ | Marcatori | 4’ Panadić |

| Arbitro: | Blumenstein |

|            |           |          |
| Schmidt 8’ | Marcatori | 52’ Klee |

| Zwickau 6 ottobre 1996, ore 15:00 CEST 9ª giornata | Zwickau | 0 – 0 referto | Wolfsburg | Westsachsenstadion (6 241 spett.)\| Arbitro: \| Neis \| |
| Arbitro:                                           | Neis    |               |           |                                                         |

| Arbitro: | Prengel |

|           |           |  |
| Kruse 89’ | Marcatori |  |

| Arbitro: | Fleischer |

|             |           |                           |
| Kirsten 82’ | Marcatori | 74’ Bittencourt 79’ Shala |

| Arbitro: | Hufgard |

|                         |           |             |
| Flock 3’, 58’ Meyer 37’ | Marcatori | 33’ Kirsten |

| Arbitro: | Wezel |

|                       |           |                  |
| Günther 33’ Lucic 90’ | Marcatori | 69’ Scharpenberg |

| Arbitro: | Stark |

|                                           |           |             |
| Marschall 19’, 88’ Franck 57’ Wegmann 58’ | Marcatori | 64’ Kirsten |

| Arbitro: | Dörr |

|             |           |  |
| Kirsten 63’ | Marcatori |  |

| Arbitro: | Werthmann |

|          |           |             |
| Löbe 14’ | Marcatori | 66’ Kirsten |

| Arbitro: | Hilmes |

|                       |           |  |
| Kirsten 51’ Menze 63’ | Marcatori |  |

#### Girone di ritorno
| Arbitro: | Hilmes |

|                                                  |           |  |
| Reichel 59’ Kobylański 75’, 89’ Gunnlaugsson 90’ | Marcatori |  |

| Arbitro: | Byernetzky |

|             |           |  |
| Kirsten 21’ | Marcatori |  |

| Arbitro: | Frey |

|                                    |           |  |
| Thoben 13’ Claaßen 16’ Vorholt 76’ | Marcatori |  |

| Arbitro: | Insam |

|  |           |                     |
|  | Marcatori | 63’ Lust 70’ Täuber |

| Arbitro: | Malbranc |

|           |           |  |
| Raspe 49’ | Marcatori |  |

| Arbitro: | Zerr |

|          |           |  |
| Klee 87’ | Marcatori |  |

| Arbitro: | Schütz |

|                              |           |  |
| Jüptner 36’, 71’ Onderka 48’ | Marcatori |  |

| Zwickau 13 aprile 1997, ore 15:00 CEST 25ª giornata | Zwickau | 0 – 0 referto | Magonza | Westsachsenstadion (5 178 spett.)\| Arbitro: \| Stark \| |
| Arbitro:                                            | Stark   |               |         |                                                          |

| Arbitro: | Schmidt |

|              |           |           |
| Stammann 76’ | Marcatori | 70’ Menze |

| Arbitro: | Best |

|            |           |                      |
| Hermel 90’ | Marcatori | 43’ Preetz 68’ Kruse |

| Arbitro: | Werthmann |

|                                       |           |  |
| Däbritz 43’, 87’ Opoku 85’ Edmond 90’ | Marcatori |  |

| Arbitro: | Dehmelt |

|                                         |           |                 |
| Wieland 9’ Keller 34’ Hermel 81’ (rig.) | Marcatori | 26’ (rig.) Lewe |

| Arbitro: | Friedrichs |

|           |           |                     |
| Klein 57’ | Marcatori | 61’ Menze 65’ Kunze |

| Arbitro: | Wezel |

|                      |           |               |
| Seifert 45’ Klee 63’ | Marcatori | 20’ Marschall |

| Arbitro: | Dörr |

|           |           |                   |
| Etebu 76’ | Marcatori | 86’ Pilz 89’ Klee |

| Arbitro: | Fandel |

|                       |           |  |
| Lense 40’ Günther 83’ | Marcatori |  |

| Arbitro: | Fröhlich |

|                  |           |            |
| Schmitt 27’, 63’ | Marcatori | 81’ Hermel |

### Coppa di Germania
| Arbitro: | Neis |

|              |           |                  |
| Ritschel 82’ | Marcatori | 48’, 87’ Kirsten |

| Arbitro: | Wack |

|                                    |           |               |
| Günther 70’ Kirsten 118’ Klee 120’ | Marcatori | 17’ Gaißmayer |

| Arbitro: | Jansen |

|                     |           |  |
| Élber 36’ Bobic 81’ | Marcatori |  |

## Statistiche

### Statistiche di squadra
| Competizione      | Punti | In casa | In casa | In casa | In casa | In casa | In casa | In trasferta | In trasferta | In trasferta | In trasferta | In trasferta | In trasferta | Totale | Totale | Totale | Totale | Totale | Totale | DR  |
| Competizione      | Punti | G       | V       | N       | P       | Gf      | Gs      | G            | V            | N            | P            | Gf           | Gs           | G      | V      | N      | P      | Gf     | Gs     | DR  |
| ----------------- | ----- | ------- | ------- | ------- | ------- | ------- | ------- | ------------ | ------------ | ------------ | ------------ | ------------ | ------------ | ------ | ------ | ------ | ------ | ------ | ------ | --- |
| 2. Bundesliga     | 42    | 17      | 10      | 3       | 4       | 21      | 12      | 17           | 2            | 3            | 12           | 13           | 36           | 34     | 12     | 6      | 16     | 34     | 48     | -14 |
| Coppa di Germania | -     | 1       | 1       | 0       | 0       | 3       | 1       | 2            | 1            | 0            | 1            | 2            | 3            | 3      | 2      | 0      | 1      | 5      | 4      | +1  |
| Totale            | 42    | 18      | 11      | 3       | 4       | 24      | 13      | 19           | 3            | 3            | 13           | 15           | 39           | 37     | 14     | 6      | 17     | 39     | 52     | -13 |

### Andamento in campionato
| Giornata  | 1 | 2 | 3 | 4  | 5  | 6  | 7  | 8  | 9  | 10 | 11 | 12 | 13 | 14 | 15 | 16 | 17 | 18 | 19 | 20 | 21 | 22 | 23 | 24 | 25 | 26 | 27 | 28 | 29 | 30 | 31 | 32 | 33 | 34 |
| --------- | - | - | - | -- | -- | -- | -- | -- | -- | -- | -- | -- | -- | -- | -- | -- | -- | -- | -- | -- | -- | -- | -- | -- | -- | -- | -- | -- | -- | -- | -- | -- | -- | -- |
| Luogo     | C | T | C | T  | C  | T  | C  | T  | C  | T  | C  | T  | C  | T  | C  | T  | C  | T  | C  | T  | C  | T  | C  | T  | C  | T  | C  | T  | C  | T  | C  | T  | C  | T  |
| Risultato | V | P | N | P  | P  | P  | V  | N  | N  | P  | P  | P  | V  | P  | V  | N  | V  | P  | V  | P  | P  | P  | V  | P  | N  | N  | P  | P  | V  | V  | V  | V  | V  | P  |
| Posizione | 3 | 9 | 7 | 12 | 15 | 15 | 14 | 14 | 13 | 14 | 16 | 17 | 15 | 16 | 15 | 15 | 13 | 15 | 15 | 15 | 15 | 15 | 15 | 16 | 16 | 16 | 16 | 16 | 16 | 15 | 14 | 13 | 10 | 14 |

Legenda:

Luogo: C = Casa; T = Trasferta. Risultato: V = Vittoria; N = Pareggio; P = Sconfitta.

### Statistiche dei giocatori
| Giocatore      | 2. Bundesliga | 2. Bundesliga | 2. Bundesliga | 2. Bundesliga | Coppa di Germania | Coppa di Germania | Coppa di Germania | Coppa di Germania | Totale   | Totale | Totale      | Totale     |
| Giocatore      | Presenze      | Reti          | Ammonizioni   | Espulsioni    | Presenze          | Reti              | Ammonizioni       | Espulsioni        | Presenze | Reti   | Ammonizioni | Espulsioni |
| -------------- | ------------- | ------------- | ------------- | ------------- | ----------------- | ----------------- | ----------------- | ----------------- | -------- | ------ | ----------- | ---------- |
| A. Barylla     | 14            | 0             | 3             | 0             | 0                 | 0                 | 0                 | 0                 | 14       | 0      | 3           | 0          |
| R. Glaubitz    | 1             | 0             | 0             | 0             | 1                 | 0                 | 0                 | 0                 | 2        | 0      | 0           | 0          |
| R. Groth       | 19            | 0             | 2             | 0             | 1                 | 0                 | 0                 | 0                 | 20       | 0      | 2           | 0          |
| S. Günther     | 33            | 2             | 4             | 0             | 3                 | 1                 | 1                 | 0                 | 36       | 3      | 5           | 0          |
| R. Hecker      | 22            | 1             | 2             | 0             | 3                 | 0                 | 0                 | 0                 | 25       | 1      | 2           | 0          |
| L. Hermel      | 33            | 4             | 3             | 0             | 3                 | 0                 | 0                 | 0                 | 36       | 4      | 3           | 0          |
| R. Hoffmeister | 7             | 0             | 0             | 0             | 1                 | 0                 | 0                 | 0                 | 8        | 0      | 0           | 0          |
| J. Härtel      | 32            | 0             | 8             | 1             | 3                 | 0                 | 3                 | 0                 | 35       | 0      | 11          | 1          |
| M. Jasarević   | 23            | 0             | 5             | 0             | 3                 | 0                 | 1                 | 0                 | 26       | 0      | 6           | 0          |
| O. Karavajevs  | 28            | 0             | 1             | 1             | 2                 | 0                 | 0                 | 0                 | 30       | 0      | 1           | 1          |
| P. Keller      | 21            | 1             | 4             | 0             | 0                 | 0                 | 0                 | 0                 | 21       | 1      | 4           | 0          |
| J. Kirsten     | 28            | 9             | 4             | 0             | 3                 | 3                 | 1                 | 0                 | 31       | 12     | 5           | 0          |
| C. Klee        | 30            | 4             | 7             | 0             | 2                 | 1                 | 0                 | 0                 | 32       | 5      | 7           | 0          |
| D. Kunze       | 24            | 3             | 1             | 0             | 3                 | 0                 | 0                 | 0                 | 27       | 3      | 1           | 0          |
| S. Lense       | 19            | 1             | 2             | 0             | 1                 | 0                 | 0                 | 0                 | 20       | 1      | 2           | 0          |
| B. Lucic       | 22            | 1             | 3             | 1             | 2                 | 0                 | 0                 | 0                 | 24       | 1      | 3           | 1          |
| J. Mencel      | 5             | 0             | 1             | 0             | 0                 | 0                 | 0                 | 0                 | 5        | 0      | 1           | 0          |
| S. Menze       | 19            | 3             | 1             | 0             | 0                 | 0                 | 0                 | 0                 | 19       | 3      | 1           | 0          |
| D. Meyer       | 1             | 0             | 1             | 0             | 0                 | 0                 | 0                 | 0                 | 1        | 0      | 1           | 0          |
| H. Pilz        | 20            | 1             | 3             | 0             | 2                 | 0                 | 1                 | 0                 | 22       | 1      | 4           | 0          |
| S. Pohl        | 12            | 0             | 3             | 0             | 1                 | 0                 | 0                 | 0                 | 13       | 0      | 3           | 0          |
| J. Seifert     | 16            | 2             | 0             | 1             | 2                 | 0                 | 0                 | 0                 | 18       | 2      | 0           | 1          |
| B. Tipold      | 14            | 1             | 2             | 0             | 2                 | 0                 | 0                 | 0                 | 16       | 1      | 2           | 0          |
| R. Troche      | 3             | 0             | 0             | 0             | 0                 | 0                 | 0                 | 0                 | 3        | 0      | 0           | 0          |
| T. Viertel     | 7             | 0             | 0             | 0             | 2                 | 0                 | 0                 | 0                 | 9        | 0      | 0           | 0          |
| M. Wieland     | 10            | 1             | 1             | 1             | 0                 | 0                 | 0                 | 0                 | 10       | 1      | 1           | 1          |